# Oriana Fallaci intervista sé stessa - L'Apocalisse
Oriana Fallaci intervista sé stessa - L'Apocalisse è il terzo libro de "La Trilogia di Oriana Fallaci" (gli altri due sono La rabbia e l'orgoglio e La forza della ragione). Già edito per i lettori del Corriere della Sera con il titolo Oriana Fallaci intervista Oriana Fallaci. 
Rispetto all'edizione precedente conta varie aggiunte e un capitolo in più, L'Apocalisse appunto. Sul cambiamento del titolo la Fallaci scrive:
Il volume è un'auto-intervista che affronta vari temi; dal cancro alla morte, dai motivi affrontati ne La rabbia e l'orgoglio e ne La forza della ragione ai suoi ricordi d'infanzia. Compare anche una parentesi sull'incontro con Yasser Arafat a Beirut, avvenuto in tempi lontani.
È stato il suo ultimo libro, pubblicato prima della morte avvenuta nel 2006. Nel 2008 è stato pubblicato il libro postumo Un cappello pieno di ciliege.

## Edizioni
- Oriana Fallaci, Oriana Fallaci intervista sé stessa - L'Apocalisse, collana Rizzoli International, Rizzoli, 2004,  p. 262, ISBN 88-17-00684-X.